# Tommy Nobis
Pour les articles homonymes, voir Nobis.
College Football Hall of Fame 1981
(en) Statistiques sur pro-football-reference
Thomas Henry Nobis, Jr., dit Tommy Nobis et surnommé Mr. Falcon, né le 20 septembre 1943 à San Antonio au Texas et mort le 13 décembre 2017, est un sportif professionnel américain de football américain.
Il a joué au poste de linebacker, au niveau professionnel dans la National Football League (NFL) pour la franchise des Falcons d'Atlanta entre 1966 et 1976 et au niveau universitaire dans la NCAA Division I FBS pour les Longhorns de l'université du Texas à Austin entre 1963 et 1965.

## Biographie

### Jeunesse
Tommy Nobis nait et grandit à San Antonio dans l'État du Texas. Il joue au football américain, dans l'équipe des Mustangs du lycée Thomas Jefferson (en) où il est désigné meilleur offensive end et middle linebacker du pays.

### Carrière universitaire
Tommy Nobis est considéré comme l'un des meilleurs linebacker universitaire de tous les temps. Avec les Longhorns de l'université du Texas à Austin (1963-1965), il affiche une moyenne de pratiquement 20 plaquages par match.
En 1963, il est titulaire pour la finale nationale jouée à l'occasion du Cotton Bowl et est le seul étudiant de deuxième année (sophomore) de son équipe. Il prend une part prépondérante dans le succès des Longhorns sur les Midshipmen de la Navy classés no 2 du pays et emmenés par Roger Staubach, gagnant du trophée Heisman. Nobis était également membre de la fraternité de l'Ordre Kappa Alpha de son université.
Il est sélectionné à deux reprises dans la première équipe All-American et à trois reprises dans la première équipe de la Southeastern Conference (SEC).
Junior lors de l'Orange Bowl 1965, il réalise l'un des plaquages le plus célèbre de l'histoire du bowl. Alors que les Longhorns mènent 21 à 17, Nobis lors d'une quatrième tentative adverse pour un gain de quelques pouces, parvient à neutraliser Joe Namath, excellent quarterback du Crimson Tide de l'Alabama,.
Considéré comme l'homme de fer de son équipe, Nobis joue en tant que titulaire toute sa carrière universitaire avec les Longhorns, tant en attaque qu'en défense. En plus d'être reconnu all-American au poste de linebacker, il joue également au poste de guard de la ligne offensive, souvent utilisé comme premier bloqueur sur les phases de tentative de touchdown. Le célèbre entraîneur principal Darrel Royal (en) estimait qu'il était le meilleur joueur double jeu (attaque et défense) qu'il avait jamais vu. Une blessure au genou vers la fin de sa saison senior diminue la qualité de ses performances mais celles-ci restent néanmoins d'un très bon niveau, ce qui lui permet de décrocher plusieurs trophée individuels majeurs tels le Knute Rockne Memorial Trophy (en) (meilleur homme de ligne), l'Outland Trophy (meilleur joueur de ligne intérieur) et le Maxwell Award (meilleur joueur universitaire). Nobis termine également 7e du trophée Heisman remporté par Mike Garrett (en) des Trojans de l'USC. Il fait la couverture des magazines LIFE, Sports Illustrated et TIME.
Son maillot no 60 a été retiré par les Longhorns du Texas.

### Carrière professionnelle
Le 27 novembre 1965, Nobis est sélectionné en 1er choix global lors du premier tour de la draft 1966 de la NFL (en) par la nouvelle franchise des Falcons d'Atlanta. Les Oilers de Houston le sélectionnent également en 5e choix global de la draft de l'AFL. Nobis est devant un dilemme et finalement le 14 décembre 1965, il choisit de signer pour les Falcons, et se voit dès lors surnommé Mr. Falcon. Il devient également le deuxième linebacker sélectionné en 1er choix lors d'une draft de la NFL.
Lors de sa première saison en NFL, il est désigné meilleur débutant (rookie) de l'année et est sélectionné pour le Pro Bowl. Il effectue 294 plaquages au cours de la saison. Il est sélectionné dans l'équipe NFL de la décennie 1960 pour le poste de linebacker.
Lors de ses onze saisons professionnelles, il aura terminé neuf fois meilleur plaqueur de sa franchise, aura participé à cinq reprises au Pro Bowl (dont celui de 1973 après deux opérations au genou), aura été désigné dans l'équipe de la décennie des années 1960 pour le poste de linebacker et à deux reprises dans la première équipe All-Pro. Le running back renommé des Dolphins de Miami, Larry Csonka déclarait qu'il préférait affronter Dick Butkus plutôt que Nobis et l'entraîneur des Falcons, Norm Van Brocklin, pointant son doigt vers le casier de Nobis, déclara : « C'est là que notre équipe se dresse (« There's where our football team dresses ») ».
Son maillot no 60 est le premier de la franchise des Falcons d'Atlanta à avoir été retiré,. En 2005, il est nommé au Professional Football Researchers Association (en) Hall of Very Good.
Nobis effectue une belle carrière dans la NFL et beaucoup estiment qu'il aurait dû être intronisé au Pro Football Hall of Fame. L'ancien joueur et entraîneur de la NFL Dan Reeves, lorsqu'il était entraîneur principal des Falcons, a déclaré qu'en tant que running back pendant huit saisons en NFL, il avait encaissé assez de coups de « Mr. Falcon » pour le considérer candidat au Temple de la renommée. Reeves fondait cette affirmation sur le fait que, joueur d'Atlanta, Nobis avait été sous estimé parce que cette franchise n'avait pas eu beaucoup de succès. Ayant dirigé et joué pour la franchise des Cowboys de Dallas, il avait pu constater qu'elle était composée de membres ayant été admis au Hall of Fame (comme Bob Lilly, Roger Staubach et Tom Landry). Reeves estimait que les prestations de Nobis sur le terrain étaient du niveau de ces joueurs. Furman Bisher (en), chroniqueur de l'Atlanta Journal-Constitution et membre votant du Hall of Fame, a écrit, en parlant de Tommy Nobis, que d'une part, s'il avait joué dans une équipe gagnante, il aurait été la star des caméras et serait déjà résidant de Canton, et que d'autre part, indépendamment des Falcons, Nobis était un homme qui correspondait aux idéaux permettant d'être admis au Temple de la renommée du football professionnel.

## Fin de vie
Tobby Nobis meurt le 13 décembre 2017 chez lui à l'âge de 74 ans. Le 28 janvier 2019, des chercheurs de l'université de Boston confirment que Nobis était atteint de la forme la plus sévère d'encéphalopathie traumatique chronique. Il est l'un des centaines de joueurs de la NFL à avoir été diagnostiqué après sa mort avec cette maladie provoquée à la suite de coups répétés à la tête.

## Statistiques
| Année      | Équipe            | MJ  |       | Plaquages | Plaquages | Plaquages | Plaquages |       | Interceptions | Interceptions | Interceptions | Interceptions |  | Fumbles | Fumbles |
| Année      | Équipe            | MJ  | Total | Seul      | Ast.      | Sacks     | Nb.       | Yards | Déf.          | TD            | Nb.           | Rec.          |  |         |         |
| 1966       | Falcons d'Atlanta | 14  | ND    | ND        | ND        | 5,0       | 0         | 0     | 0             | 0             | 0             | 1             |  |         |         |
| 1967       | Falcons d'Atlanta | 14  | ND    | ND        | ND        | 0,5       | 3         | 57    | 10            | 1             | 0             | 1             |  |         |         |
| 1968       | Falcons d'Atlanta | 14  | ND    | ND        | ND        | 0,5       | 1         | 0     | 0             | 0             | 0             | 1             |  |         |         |
| 1969       | Falcons d'Atlanta | 5   | ND    | ND        | ND        | 0,5       | 1         | 0     | 0             | 0             | 0             | 1             |  |         |         |
| 1970       | Falcons d'Atlanta | 14  | ND    | ND        | ND        | 0,0       | 2         | 36    | 0             | 0             | 0             | 2             |  |         |         |
| 1971       | Falcons d'Atlanta | 4   | ND    | ND        | ND        | 0,0       | 0         | 0     | 0             | 0             | 0             | 1             |  |         |         |
| 1972       | Falcons d'Atlanta | 14  | ND    | ND        | ND        | 0,0       | 3         | 74    | 0             | 1             | 1             | 2             |  |         |         |
| 1973       | Falcons d'Atlanta | 14  | ND    | ND        | ND        | 0,0       | 0         | 0     | 0             | 0             | 0             | 1             |  |         |         |
| 1974       | Falcons d'Atlanta | 14  | ND    | ND        | ND        | 2,0       | 1         | 10    | 0             | 0             | 0             | 1             |  |         |         |
| 1975       | Falcons d'Atlanta | 13  | ND    | ND        | ND        | 1,0       | 0         | 0     | 0             | 0             | 0             | 0             |  |         |         |
| 1976       | Falcons d'Atlanta | 13  | ND    | ND        | ND        | 0,0       | 1         | 5     | 0             | 0             | 0             | 2             |  |         |         |
| Totaux NFL | Totaux NFL        | 133 | ND    | ND        | ND        | 9,5       | 12        | 182   | 0             | 2             | 1             | 13            |  |         |         |